# Edgar Springs (Missouri)
Edgar Springs est une ville du comté de Phelps, dans le Missouri, aux États-Unis,. Située au sud du comté, elle est incorporée en 1974.

## Démographie
Lors du recensement de 2010, la ville comptait une population de 208 habitants. Elle est estimée, en 2016, à 201 habitants.